# Little Miss Rebellion
Little Miss Rebellion è un film muto del 1920 diretto da George Fawcett.

## Trama
La granduchessa Marie Louise di Bulgravia desidererebbe essere libera dai doveri a cui la costringe la dignità del proprio rango, senza però accorgersi che il colonnello Moro, capo della Guardia di Palazzo, sta complottando con i rivoluzionari contro di lei. Un giorno Marie Lousie, dopo essere riuscita a persuadere il vecchio granatiere di sentinella a lasciarla uscire, incontra sulla sua strada una compagnia di soldati americani. La giovane granduchessa si sente subito attratta dal sergente Dick Ellis che la invita a un ballo che si terrà quella sera. Marie Louise accetta e la serata non potrebbe riuscire meglio ma, subito dopo, Dick deve tornare negli Stati Uniti e la rivoluzione ha luogo. Marie Louise, detronizzata, fugge a New York insieme al fedele granatiere, portandosi via la preziosa corona che le appartiene. Per riprendersi la corona, Moro e i suoi aiutanti inseguono la granduchessa. Dick, che ha ritrovato la sua bella dama di una notte, quando la riaccompagna nel suo appartamento, deve vedersela con i rivoluzionari in agguato: il giovane sergente vincerà sia la battaglia che l'amore di Marie Louise.

## Produzione
Il film fu prodotto dalla New Art Film Company.

## Distribuzione

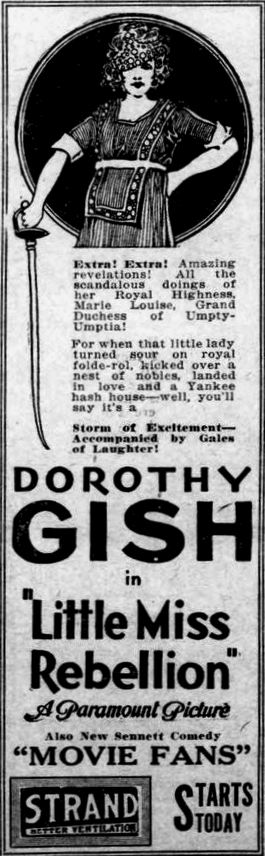
Pubblicità su Duluth Herald
(26 maggio 1921)

Il copyright del film, richiesto dalla New Art Film Co., fu registrato il 26 luglio 1920 con il numero LP15421.
Distribuito dalla Famous Players-Lasky Corporation e dalla Paramount Pictures, il film uscì nelle sale statunitensi il 19 settembre 1920.
Non si conoscono copie ancora esistenti della pellicola che viene considerata presumibilmente perduta.